# Abraham Baratz
Pour les articles homonymes, voir Baratz.
Abraham Baratz (14 septembre 1895, Bessarabie – 28 juillet 1975, Issy-les-Moulineaux) était un maître d'échecs franco-roumain.

## Carrière aux échecs
En 1925, Baratz termina ex æquo avec Vitaly Halberstadt pour la première place au 1er championnat d'échecs de Paris. L'année suivante, il gagna devant David Janowski à Hyères en janvier 1926, puis il termina deuxième derrière Leon Schwartzmann en 1926 au 2e championnat de Paris et 5e à Scarborough (Angleterre). Il gagna devant Max Romih à Paris en 1926. En mars 1927, Il termina quatrième à Hyères, puis il gagna le championnat de Paris en 1927 (devant Eugène Znosko-Borovsky) et en 1928 devant Josef Cukierman, Schwartzmann, etc. En 1929 il fit jeu égal pour les 2e et 4e places derrière Xavier Tartakover à Paris. En 1930, il fut  premier ex æquo avec Wechsler et devant Taubmann à Bucarest puis il finit deuxième derrière Taubmann dans un autre tournoi à Bucarest. À la fin de l'année, il prit la sixième place au tournoi d'échecs d'Hastings en 1930-1931 (Salo Flohr vainqueur).
Baratz représenta deux fois la Roumanie aux Olympiades d'échecs : au premier échiquier à Hambourg en 1930 (+6 –4 =5) et au troisième échiquier à Prague en 1931 (+7 –3 =7). Il émigra alors en France.
Il finit 2e-3e, ex æquo avec Stefano Rosselli del Turco, derrière Brian Reilly, à Nice en 1931. La même année, il fut 3e-4e ex æquo avec Andor Lilienthal à Paris (Alexandre Alekhine vainqueur). En 1938, il prit la troisième place à Paris (tournoi de L'Échiquier, Baldur Hönlinger vainqueur). En 1939, il prit la quatrième place du 15e championnat de Paris que gagna Nicolas Rossolimo.

## Publication
- Testament d’Alekhine, Les Presses du temps présent, Paris, 1971